# Turkocin
Turkocin (ukr. Туркотин) – wieś na Ukrainie w rejonie lwowskim (wcześniej w rejonie złoczowskim) obwodu lwowskiego.

## Historia
Pod koniec XIX w. wieś w powiecie przemyślańskim.